# Kanton Saint-Ambroix

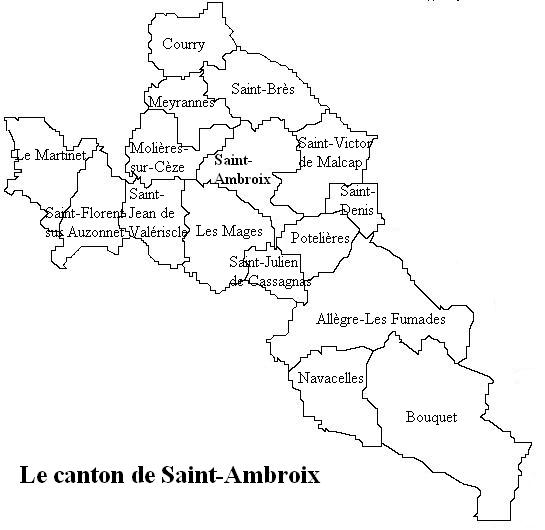
Ehemaliger Kanton Saint-Ambroix

Der Kanton Saint-Ambroix war ein französischer Wahlkreis im Arrondissement Alès, im Département Gard und in der Region Languedoc-Roussillon. Er wurde 2015 im Rahmen einer landesweiten Neugliederung der Kantone aufgelöst.
Der Kanton umfasste Wahlberechtigte aus 16 Gemeinden:
| Gemeinde                   | Einwohner Jahr | Fläche km² | Bevölkerungsdichte | Code INSEE | Postleitzahl |
| -------------------------- | -------------- | ---------- | ------------------ | ---------- | ------------ |
| Allègre-les-Fumades        | 835 (2013)     | –          | – Einw./km²        | 30008      | 30500        |
| Bouquet                    | 172 (2013)     | –          | – Einw./km²        | 30048      | 30580        |
| Courry                     | 306 (2013)     | –          | – Einw./km²        | 30097      | 30500        |
| Les Mages                  | 1981 (2013)    | –          | – Einw./km²        | 30152      | 30960        |
| Le Martinet                | 847 (2013)     | –          | – Einw./km²        | 30159      | 30960        |
| Meyrannes                  | 840 (2013)     | –          | – Einw./km²        | 30167      | 30410        |
| Molières-sur-Cèze          | 1463 (2013)    | –          | – Einw./km²        | 30171      | 30410        |
| Navacelles                 | 319 (2013)     | –          | – Einw./km²        | 30187      | 30580        |
| Potelières                 | 341 (2013)     | –          | – Einw./km²        | 30204      | 30500        |
| Saint-Ambroix              | 3247 (2013)    | –          | – Einw./km²        | 30227      | 30500        |
| Saint-Brès                 | 633 (2013)     | –          | – Einw./km²        | 30237      | 30500        |
| Saint-Denis                | 273 (2013)     | –          | – Einw./km²        | 30247      | 30500        |
| Saint-Florent-sur-Auzonnet | 1221 (2013)    | –          | – Einw./km²        | 30253      | 30960        |
| Saint-Jean-de-Valériscle   | 697 (2013)     | –          | – Einw./km²        | 30268      | 30960        |
| Saint-Julien-de-Cassagnas  | 649 (2013)     | –          | – Einw./km²        | 30271      | 30500        |
| Saint-Victor-de-Malcap     | 829 (2013)     | –          | – Einw./km²        | 30303      | 30500        |